# Témoins du Génocide arménien
Les témoins du Génocide arménien donnent des informations et détails pour comprendre le massacre perpétré par l'Empire ottoman, au début du XXe siècle. La plupart des témoins sont des journalistes, diplomates, soldats, médecins, écrivains ou missionnaires.
| Personnalité                                                                           | Citations |
| Henry Morgenthau Sr. Ambassadeur des États-Unis dans l'Empire ottoman Américain        | « Le but véritable de la déportation était le vol et la destruction ; elle n'était en fait qu'une nouvelle méthode d'extermination. Quand les autorités ottomanes donnèrent l'ordre de ces déportations, elles délivrèrent simplement l'arrêt de mort de toute une race ; elles le comprenaient bien ainsi et dans nos entretiens ne cherchèrent pas à s'en cacher. » « Je suis convaincu que l'histoire universelle ne contient pas de plus affreux épisode. Les grandes persécutions des temps passés semblent presque insignifiantes à côté des souffrances endurées par la race arménienne en 1915. », |
| Rechid Akif Pacha Homme d'État Turc                                                    | « J'étais membre du premier gouvernement ottoman d'après-guerre et, un jour dans mon bureau, j'ai découvert deux sortes de documents. L'un était un ordre officiel du ministre de l'Intérieur Talaat ordonnant la déportation des Arméniens dans lequel - et les Turcs utilisent maintenant ces télégrammes secrets - il dit à ses subordonnés « Protégez les convois de déportés arméniens. Donnez-leur des olives et du pain », etc. Mais, parallèlement, un ordre non officiel parvenait de Constantinople, n'émanant d'aucune agence gouvernementale, mais de ce que les sociologues appellent « autorité non officielle », en l'occurrence le Comité central du parti Ittihad, nommément le CUP. Il dit : « Cet ordre était simple. Aussitôt que les convois arméniens quitteront leurs villages, leurs villes et leurs cités, procédez à l'exécution de la mission. » , |
| Ahmed Riza Homme d'État Turc                                                           | « Oui, nous avons su que des Arméniens décidés à se venger avaient tué quelques Turcs. C'étaient des gens qui avaient remarqué que leurs parents avaient disparu, ils étaient vindicatifs et ils tuèrent. Mais les Arméniens n'ont pas été tués en masse par des individus turcs ; ils ont été tués massivement par la police officielle du gouvernement central de l'Empire Ottoman. » « Nous, Turcs, avons sauvagement massacré les Arméniens. », |
| Leslie Davis Consul à Harput Américain                                                 | « Je ne crois pas qu'il y ait jamais eu dans l'histoire du monde un massacre aussi général et aussi radical que celui qui est perpétré en ce moment dans cette région, ni qu'un plan plus affreux et plus diabolique ait jamais été conçu par l'esprit de l'homme. Le fait que l'ordre donné consiste officiellement et clairement à déporter les Arméniens de ces vilayets peut tromper le monde extérieur pendant un temps ; il n'empêche que la mesure n'est rien d'autre qu'un massacre de la nature la plus atroce. Cela serait le cas même si on les avait tous laissé mourir sur la route. La plupart d'entre eux ont cependant été effectivement assassinés et il ne fait aucun doute que cela ait été accompli en vertu d'un ordre du gouvernement ; on ne peut donc aucunement prétendre que la mesure soit autre chose qu'un massacre général. » |
| Paul von Wolff-Metternich Ambassadeur d'Allemagne dans l'Empire Ottoman Allemand       | « Personne ici n'est plus en mesure de mater l'hydre du Comité ni de juguler le chauvinisme et le fanatisme. Le Comité exige que les Arméniens soient exterminés jusqu'au dernier et le gouvernement doit céder. Mais le Comité ne se limite pas à l'organisation du parti gouvernemental dans la capitale. Il est présent dans tous les vilayet. Du vali au kaïmakam, chaque fonctionnaire se voit adjoindre un membre du Comité chargé de l'assister ou de le surveiller. » |
| Mustafa Kemal Atatürk Premier président de la république de Turquie Turc               | « Ces restes de l'ancien parti des Jeunes-Turcs, qui aurait dû être responsable de la vie de millions de nos sujets chrétiens qui ont été impitoyablement chassés en masse de leurs maisons et massacrés, ont été rétifs sous le régime républicain. » Le 22 septembre 1919, à partir de Mustafa Kemal Ataturk, le major-général Harbord, le chef de la mission militaire américaine en Arménie : « Kemal a utilisé le chiffre de 800 000 à décrire le nombre de victimes arméniennes. Il a, en fait, « désapprouve les massacres d'Arméniens. » (Ermeni kitlini o da takbih ediyordu). » |
| Johann von Bernstorff Ambassadeur d'Allemagne dans l'Empire Ottoman Allemand           | « Alors que je l’interrogeais [avec le ministre de l'Intérieur Talaat Pacha] sans cesse sur la question arménienne, il me dit une fois avec le sourire : « Mais enfin que me voulez-vous? La question est réglée, il n’y a plus d’Arméniens. » « L’Arménie où les Turcs ont systématiquement essayé d’exterminer la population chrétienne. » |
| Max Erwin von Scheubner-Richter Consul à Erzurum Allemand                              | « Les partisans de la dernière « orientation extrême du comité Jeune-Turc » conviennent que le but de leur action contre les Arméniens est leur extermination complète en Turquie. Après la guerre, nous n'aurons plus d'Arméniens en Turquie, a dit textuellement une personnalité autorisée. » « Une grande partie du comité Jeune-Turc procède du point de vue que l'Empire turc doit être construit sur une base purement musulmane et pan-turque. Les habitants non musulmans et non turcs de l’État doivent être islamisés et turquifiés par la force, et, là où cela n'est pas possible, exterminés. Le temps actuel semble à ces Messieurs le plus propice pour la réalisation de ce plan. Le premier point de leur programme comportait la liquidation des Arméniens. » |
| Fayez el Husein Homme d'État Arabe                                                     | « Comment un témoin peut-il décrire ce qu’il ressent lorsqu’il pense à cette nation héroïque et malchanceuse ? Son courage et son esprit surprennent le monde. Cette nation qui hier encore était l’une des nations les plus énergiques et progressives de l’Empire Ottoman n’est aujourd’hui plus qu’un souvenir. » |
| Halide Edip Écrivaine Turque                                                           | «... En effet, nous avons essayé de détruire les Arméniens grâce à des méthodes propres au Moyen Âge. Nous vivons aujourd'hui les temps les plus tristes et sombres de notre vie nationale. », |
| Walter Rossler Consul à Alep Allemand                                                  | « Cette répétition dans les faits prouve qu'il ne s'agit pas de tueries occasionnelles mais d'un plan général d'extermination conçu par les autorités. On dit, et c'est tout à fait vraisemblable, que les cadavres ont été jetés dans le fleuve par des soldats à Adıyaman. » « Un ingénieur allemand, qui était occupé, pendant les événements décisifs, à la construction du chemin de fer de Bagdad, a Ras-ul-Ain et à Tell-Abiad, et qui est entièrement digne de confiance, a donné des rapports émouvants qui permettaient de se rendre compte de l'extermination consciente et voulue des déportés par les organes du gouvernement turc. », |
| Mustafa Arif Deymer Ministre de l'Intérieur de l'Empire ottoman Turc                   | « Malheureusement, nos dirigeants, en temps de guerre, empreints d'un esprit de brigandage réalisé à la loi de la déportation d'une manière qui pourrait dépasser les penchants des bandits les plus sanguinaires. Ils ont décidé d'exterminer les Arméniens et ils ont fait les exterminer. Cette décision a été prise par le Comité central des Jeunes-Turcs et a été mis en place par le gouvernement... Les atrocités commises contre les Arméniens réduit notre pays à un gigantesque abattoir. », |
| Hafız Mehmet Homme d'État Turc                                                         | « Moi, Hafez Mehmed, j'ai personnellement vu de mes propres yeux dans la cité portuaire de Ordu sur la mer Noire, comment, une nuit, des femmes et des enfants arméniens ont été amenés et embarqués dans des péniches, dirigés vers la haute mer, noyés là-bas de nuit, et puis les péniches sont revenues vides. » |
| Ernest Hohenlohe-Langenbourg Ambassadeur d'Allemagne dans l'Empire ottoman Allemand    | « Le gouvernement [ottoman] est résolu à éliminer les chrétiens autochtones [...]. La boucherie systématique des Arméniens déracinés et déportés… est non seulement tolérée, mais ouvertement ordonnée par le gouvernement. Elle signifie l’extermination des Arméniens. », |
| Fridtjof Nansen Explorateur polaire, scientifique, homme d'État et diplomate Norvégien | « Les massacres qui ont eu lieu en 1915 sont sans précédent dans l’histoire de l’humanité. Les massacres d’Abdul Hamid ne sont rien en comparaison de ce qu’ont fait les Turcs d’aujourd’hui. » « C'est alors que commencèrent en juin 1915, ces horreurs qui n'ont pas leurs pareilles dans l'histoire. De tous les villages de Cilicie, d'Anatolie et de Mésopotamie, les chrétiens furent emmenés dans un exode mortel. Ce fut un nettoyage méthodique, fait district après district, sans aucunement prendre en considération leur éloignement du théâtre des hostilités. Des Turcs avaient décidé de profiter de l'occasion pour détruire, une fois pour toutes, tout ce qui était arménien ; comme la plupart des hommes avaient déjà été pris pour l'armée ce n'était plus guère que des vieillards, des femmes, des enfants et des infirmes qu'on déportait. La plupart de ces malheureux ne furent avertis que quelques heures avant le départ. Ils durent abandonner tous leurs biens, maisons, terres, bétail, récoltes, mobilier etc., confisqués par les autorités turques. L'argent, les bijoux ou les valeurs que quelques-uns avaient réussi à emporter, leur furent plus tard ravis par les gendarmes, et même ceux qui avaient été autorisés à emmener des charrettes et des bêtes de trait durent les abandonner en chemin. » |
| Hans Freiherr von Wangenheim Ambassadeur d'Allemagne dans l'Empire Ottoman Allemand    | « Ces circonstances, plus que la manière selon laquelle la réinstallation est conduite, démontrent qu’en fait le gouvernement poursuit le but d’anéantir la race arménienne en Turquie. » « Cependant, le gouvernement allemand ne peut ignorer les excès résultant de l'application de ces mesures sévères, notablement des déportations massives sans distinction des coupables et des innocents, en particulier lorsque ces mesures sont accompagnées de violences tels que des massacres et des pillages. » |
| Mehmed Djelal Bey Gouverneur de Konya et d'Alep Turc                                   | « Je ne pouvais guère supposer qu'un gouvernement serait jamais capable d'exterminer de la sorte ses sujets, son capital humain qui doit être considéré comme la principale richesse du pays. Et je croyais que ces mesures provenaient du désir d'éloigner provisoirement les Arméniens du champ des opérations à la suite des nécessités militaires. C'est pourquoi je me suis adressé télégraphiquement au ministre de l'Intérieur pour lui réclamer des allocations en vue de la construction des baraquements pour abriter les Arméniens déportés. En guise d'allocations, on m'envoya un individu ayant le titre « d'agent pour l'installation des immigrés » et, en réalité, chargé de la déportation en bloc des Arméniens. » |
| Bodil Katharine Biørn Missionnaire protestante Norvégienne                             | Bodil Katharine Biørn est une missionnaire protestante implantée à Muş au moment du début du génocide. Elle a permis de sauver des milliers d'Arménien. Bodil Biørn consigna beaucoup de ce dont elle fut le témoin dans son journal intime. Elle est également connue en raison des centaines de photos qu'elle a prises, complétées par des annotations détaillées au dos de chacune d'elles permettant de les raccorder à une situation précise. Elle s'occupa ensuite d'orphelins arméniens en Syrie, au Liban et à Constantinople. En 1922, elle fonda un orphelinat baptisé Lusaghbyur à Alexandropol, en république socialiste soviétique d'Arménie. Elle développa ce travail en aidant les réfugiés arméniens en Syrie et au Liban. À l'initiative de la communauté arménienne d'Alep, la commune norvégienne de Kragerø a érigé une statue en son honneur. « Il ne subsiste que des ruines du quartier arménien de Muş, qui était habité par dix mille personnes. Cela s'est passé pendant la période la plus chaude de l'année. La chaleur et la puanteur des maisons incendiées et des corps brûlés étaient presque impossible à supporter. C'était affreux. La quasi-totalité de la population chrétienne a été assassinée, le plus souvent de façon atroce. Quarante wagons à bestiaux pleins de femmes et d'enfants ont été incendiés. Onze canons ont été pointés depuis les hauteurs de la ville sur les quartiers arméniens qui ont ensuite été bombardés. Quelques personnes ont réussi à fuir vers les montagnes, d'autres ont traversé la Perse pour atteindre la république d'Arménie, certaines ont été déportées, mais la majorité a été tuée. Le quartier arménien de la ville et les villages arméniens alentour étaient en ruines. » |
| Vehib Pacha Général Turc                                                               | « Le massacre et la destruction des Arméniens et le pillage de leurs biens étaient le résultat de décisions prises par le comité central de l'Ittihad... Les atrocités ont été effectuées en vertu d'un programme qui a été établi à la suite et a impliqué un cas certain de préméditation. » |
| Clarence Ussher Médecin Américain                                                      | Selon Ussher, le 19 avril, Djevdet Bey, le gouverneur de Van, rend une ordonnance dans toute la province de Van, qui stipule : « les Arméniens doivent être exterminés. Si tout musulman protège un chrétien, d'abord, sa maison sera brûlée ; puis le chrétien tué devant ses yeux, puis sa famille [du musulman], puis lui-même. » « Après avoir chassé les Turcs, les Russes commencèrent à recueillir et à incinérer les corps des Arméniens, qui avaient été assassinés dans cette province et qu'ainsi 55 000 cadavres furent brûlés. » |
| Joseph Pomiankowski Général Autrichien                                                 | « Au cours de l'été 1915, le gouvernement turc a porté sa tâche sanglante de l'extermination d'une nation entière à sa fin... La destruction horrible de la nation arménienne en Asie mineure par le gouvernement ittihadiste était un acte barbare et qui était au plus haut degré un outrage à tous les sens humains. » |
| Johann von Pallavicini Ambassadeur d'Autriche-Hongrie dans l'Empire ottoman Hongrois   | «...La population arménienne qui est expulsée de sa patrie n'est pas seulement soumise à la plus grande misère, mais aussi à une extermination totale. » « La manière dont les Arméniens sont déportés à des fins de réinstallation équivaut à une condamnation à mort pour les personnes touchées. » « Le temps viendra où la Turquie devra tenir compte de cette politique d'extermination. » |
| Kemal Midhat Bey Homme d'État Turc                                                     | « À l'heure actuelle, une bande d'aventuriers s'intitulant « Jeunes-Turcs » détient le pouvoir à Constantinople et, pour s'y maintenir, ils ont journellement recours aux moyens les plus sanguinaires qui n'ont jamais été vus, même sous le règne d'Abdul-Hamid ! Et nous avons été témoins impuissants de cette lâche extermination de nos frères Arméniens que ces bandits ont déportés et massacrés par centaines de mille. Pour justifier ces crimes, le gouvernement actuel de Turquie a fait publier plus d'une brochure cyniquement mensongère contre les Arméniens. Après avoir égorgé femmes et enfants, il était nécessaire d'inventer toutes sortes d'accusations contre le malheureux peuple arménien. Si, parmi les Arméniens, il s'est trouvé quelques coupables, le devoir du gouvernement était de les faire rechercher et de les punir selon les lois du pays ; mais, à cause de quelques révolutionnaires, si toutefois il y en avait, déporter, massacrer, piller, égorger plus d'un million de paisibles citoyens forts de leur innocence, est un acte inqualifiable que nous, libéraux et vrais patriotes turcs, condamnons de toutes nos forces et que notre religion réprouve d'une façon énergique. », |
| Otto von Lossow Général Allemand                                                       | « Le parti du gouvernement de Talàt veut détruire tous les Arméniens, pas uniquement en Turquie mais aussi en dehors de celle-ci. » « Les Turcs ont procédé à entreprendre l'extermination totale des Arméniens en Transcaucasie. » |
| Giacomo Gorrini Consul à Trabzon Italien                                               | « Du 24 juin, date de la publication du décret infâme, jusqu'au 23 juillet, date de mon départ de Trébizonde, je n'ai pas pu dormir, ni manger. Je fus en proie à des troubles nerveux et à des nausées, tant était terrible le tourment de devoir assister à l'exécution en masse de ces créatures innocentes et sans défense. Le défilé des convois d'Arméniens déportés, sous mes fenêtres et devant la porte du Consulat; leurs appels de secours, auxquels ni moi, ni personne, ne pouvait répondre ; la ville dans un état de siège, gardée par 15.000 soldats en complet équipement de guerre, par des milliers d'agents de police, par des bandes de volontaires et par des membres du Comité Union et Progrès ; les lamentations, les pleurs, les imprécations, les nombreux suicides, les morts soudaines de peur, des êtres perdant subitement la raison, les incendies, les tueries dans la ville à coups de fusil, les perquisitions féroces, dans et hors de la ville ; les centaines de cadavres trouvés chaque jour le long de la route d'exil ; les jeunes femmes converties de force à l'islamisme et exilées comme les autres ; les enfants arrachés à leurs familles ou aux écoles chrétiennes el remis par force aux familles musulmanes, ou bien embarqués par centaines sur des barques avec leur chemise pour tout vêtement, puis chavirés et noyés dans la Mer Noire ou dans la rivière « Déïrmen Déré », — tels sont mes derniers et ineffaçables souvenirs de Trébizonde, souvenirs qui encore, après un mois, tourmentent mon âme et me rendent presque fou. », |
| Maria Jacobsen Missionnaire chrétienne Danoise                                         | « Il est tout à fait évident que l’objectif de leur départ est l’extermination du peuple arménien. », |
| Damat Ferid Pacha Grand vizir de l'Empire ottoman Turc                                 | « Au cours de la guerre, presque tout le monde civilisé s'est ému au récit des crimes que les Turcs auraient commis. Loin de moi la pensée de travestir ces forfaits qui sont de nature à faire pour toujours tressaillir d'horreur la conscience humaine. Je chercherai encore moins à atténuer le degré de culpabilité des acteurs du grand drame. Le but que je me propose est de montrer au monde, avec des preuves à l'appui, quels sont les véritables auteurs responsables de ces crimes épouvantables. », |
| Jesse B. Jackson Consul à Alep Américain                                               | « Sans doute un schéma soigneusement planifié pour éteindre complètement la race arménienne. », |
| Chérif Pacha Homme d'État Turc                                                         | « Hélas ! à la pensée qu'un peuple aussi doué, qui a servi de terreau pour la rénovation de l'Empire ottoman, est sur le point de disparaître de l'histoire – non pas réduit à l'esclavage comme l'ont été les juifs et les Assyriens, mais annihilés – même le cœur le plus sec doit saigner : et je veux, par l'intermédiaire de votre estimable journal, exprimer à cette race qui est assassinée ma colère contre les bouchers et mon immense pitié pour les victimes. » « Il est certain que l'état d'esprit des Unionistes a été gardé secret envers le monde civilisé avant que le parti de l'Allemagne n'ait été pris par eux ouvertement ; mais pendant plus de six ans, je les ai dénoncés dans le Mecheroutiete (son journal, publié d'abord à Constantinople puis à Paris) et dans divers journaux et revues, prévenant la France et l'Angleterre du complot, contre elles et contre certaines nationalités à l'intérieur des frontières ottomanes, notamment les Arméniens, qui était en cours de préparation. » |